# Estevan Pérez Froian
Estevan Perez Froian o Florian fue un trovador portugués del siglo XIII, autor de lírica gallego-portuguesa.

## Biografía
Pertenece al linaje de los Pereira y proviene de la región de Parades de Coura, Es hijo de Pero Homem de Pereira y Tereixa Anes, su hermano Sancho Perez fue obispo de Oporto. Su padre participó en la conquista de Sevilla de 1248 y él aparece documentado en los años finales del reinado de Alfonso X y principalmente en los de Sancho IV, además de en los primeros de Fernando IV. En el reinado de Sancho IV ocupó diversos cargos en León y Asturias, además de desempañar importantes labores diplomáticas entre 1290 y 1293.  Estuvo casado dos veces, primero con Tereixa Aires Queixada y ya viudo con María Ramírez de Cifontes. Falleció no antes de febrero de 1305.

## Obra
Tan solo se conserva una cantiga de amor recopilada en el Cancionero de la Biblioteca Vaticana y en el Cancionero de la Biblioteca Nacional de Lisboa.